# Pont du détroit des Dardanelles
Le pont du détroit des Dardanelles (en turc : Çanakkale Boğaz Köprüsü), également connu sous le nom de pont 1915 des Dardanelles (en turc : 1915 Çanakkale Köprüsü), est un pont suspendu établi dans la province de Çanakkale au nord-ouest de la Turquie. 
Situé juste au sud des villes de Lapseki et Gelibolu (Gallipoli en français), l'édifice traverse le détroit des Dardanelles, à environ 10 km au sud de la mer de Marmara.
Le pont supporte l'autoroute O-6 en cours de construction entre Kınalı et Balıkesir, d'une longueur de 321 km. Celle-ci permettra de relier les autoroutes O-3 et O-7 en Thrace orientale à l'autoroute O-5 en Anatolie. 
La portée de la section centrale du pont est la plus longue du monde avec 2 023 m. La longueur totale du pont est de 4 608 m.

## Histoire
Le nom « 1915 » et la date d'inauguration, fixée au 18 mars, sont liés à la victoire navale turque du 18 mars 1915 pendant la bataille des Dardanelles. 
La longueur de la portée principale (2 023 m), n'est pas fixée au hasard. Elle correspond symboliquement à deux événements : 2023, date de mise en service de l'édifice, mais aussi celle du centenaire de la fondation de la république turque par Mustafa Kemal Atatürk.

## Construction
La cérémonie de pose de la première pierre a lieu le 18 mars 2017, en présence du président de la République Recep Tayyip Erdoğan, du Premier ministre Binali Yıldırım et du ministre sud-coréen des infrastructures et des transports Kang Hoin. 
La date d'achèvement est fixée au 18 mars 2022, coïncidant avec le 107e anniversaire de la bataille des Dardanelles, gagnée par l'armée ottomane face aux troupes britanniques et françaises. 
Les deux pylônes de l’édifice, hauts de 318 m chacun, sont achevés le 16 mai 2020.

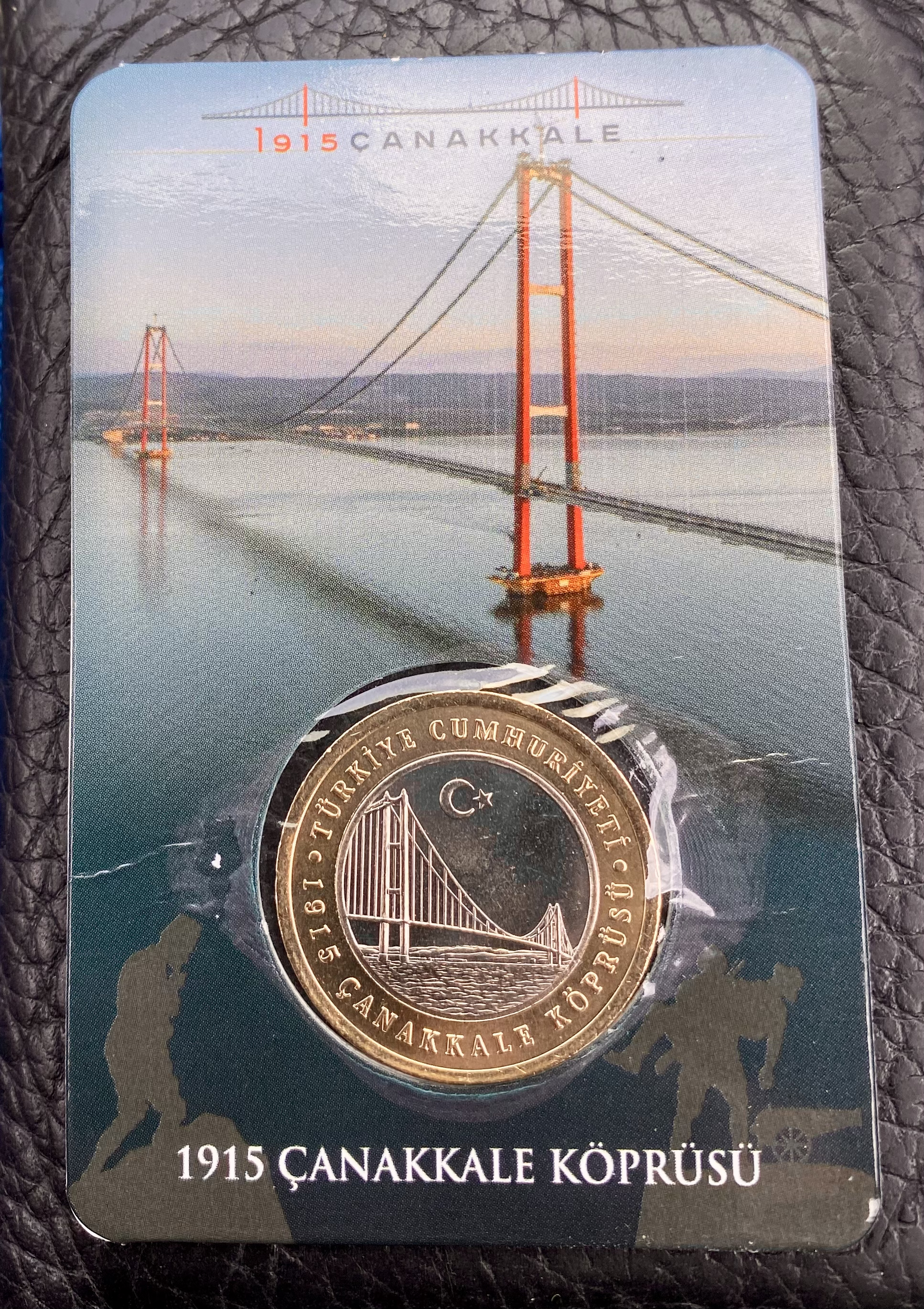
Pièce commémorative du pont de Çanakkale.

Le 18 mars 2022, le pont est comme prévu inauguré par Recep Tayyip Erdoğan.